# Heinrich Ubbelohde-Doering
Heinrich Ubbelohde-Doering (* 25. November 1889 in Bonn; † 5. Dezember 1972 in Goßfelden) war ein deutscher Altamerikanist und Museumsdirektor.

## Leben
1923 wurde er an der Universität Marburg promoviert, 1925 dort habilitiert. 1926 wurde Heinrich Doering von der kinderlosen, verwitweten Hanna Ubbelohde adoptiert, die mit dem Maler Otto Ubbelohde verheiratet war.
Vor dem Zweiten Weltkrieg unternahm  Ubbelohde-Doering als Archäologe Ausgrabungen in Peru zum Studium der Vor-Inka-Zeit. 1930 wurde er Konservator am Staatlichen Museum für Völkerkunde in München. 1933 wurde er dessen kommissarischer Leiter als Nachfolger von Lucian Scherman, von 1936 bis zu seinem Ruhestand 1956 war er Direktor des Museums. Sein Nachfolger als Museumsdirektor wurde Andreas Lommel. Ubbelohe-Doering war mit Else Hetner verheiratet und hatte zwei Kinder.

## Auszeichnungen (Auswahl)
- 1942: ordentliches Mitglied der Bayerischen Akademie der Wissenschaften
- 1957: Großes Bundesverdienstkreuz
- Bayerischer Verdienstorden

## Veröffentlichungen (Auswahl)
- Auf den Königsstraßen der Inka. Reisen und Forschungen in Peru., Verlag Ernst Wasmuth, Berlin 1941.
- Altmexikanische und peruanische Malerei (Meisterwerke außereuropäischer Malerei), Safari Verlag, Berlin 1959.
- Kunst im Reiche der Inca, Verlag Ernst Wasmuth, Tübingen 1952.
- Kulturen Alt-Perus, Verlag Ernst Wasmuth, Tübingen 1966.
- Vorspanische Gräber von Pacatnamú, Nordperu. Deutsches Archäologisches Institut. Kommission für Allgemeine und Vergleichende Archäologie. München : Verlag C.H. Beck, 1983